# Adenet le Roi

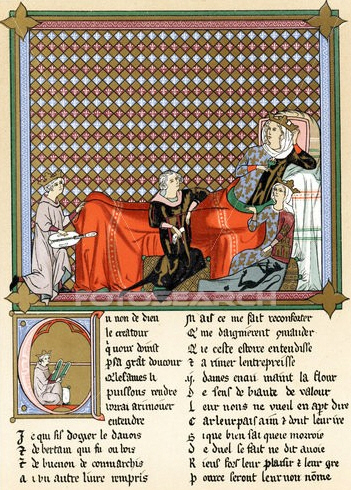
Adenet le Roi in miniatuur

Adenet le Roi (ook Adenès le Roi) (hertogdom Brabant, circa 1240 - circa 1300) was een Franstalig hofdichter en minstreel uit de 13de eeuw. Hij vertoefde jarenlang aan het hof van de Brabantse hertog Hendrik III en dat van de Vlaamse graaf Gwijde van Dampierre.

## Levensloop
Dankzij hertog Hendrik III van Brabant kon Adenet van een opleiding genieten en werd hij minstreel aan het hof van de hertog. Na de dood van de hertog in 1261 bleef hij aan het hof van Brabant onder Hendrik IV en diens broer Jan I. 
Vanaf 1269 vertoefde Adenet aan het hof van Gwijde van Dampierre, die op dat moment markgraaf van Namen was. Hij was er de koning van de minstreels en noemde zich vanaf dan Adenet le Roi. In het gevolg van Gwijde van Dampierre nam Adenet deel aan de Achtste Kruistocht, die door koning Lodewijk IX van Frankrijk was gestart, naar Tunis in 1270. Het jaar daarop keerde hij terug naar Parijs via Sicilië en Italië. 
Vanaf dan vertoefde Adenet le Roi in het gevolg van Maria van Brabant, de dochter van Hendrik III. Maria huwde in 1274 met de Franse koning Filips de Stoute en werd koningin. Vanaf 1275 vertoefde Adenet le Roi tot aan zijn dood terug aan het hof van Gwijde van Dampierre maar hij verbleef nog regelmatig te Parijs in het gezelschap van de koningin van Frankrijk.

## Werken
Voor Maria van Brabant schreef Adenet omstreeks 1283 (en zeker voor 1285) de ridderroman Cléomades die uit 18.844 verzen van acht lettergrepen bestond. Het werk is opgedragen aan Robert II van Artesië en manuscripten bevinden zich in de Koninklijke Bibliotheek van België, de Staatsbibliothek zu Berlin, de Bibliothèque nationale de France en de Burgerbibliothek Bern.
Op vraag van Gwijde van Dampierre schreef hij Les enfances Ogier, een verfijnde versie van de chanson de geste Le chevalerie Ogier de Danemarche uit het begin van de 13de eeuw. Het werk is te situeren rond 1273-1274 en bestaat uit 8.229 gegroepeerde verzen. Het werk is opgedragen aan Maria van Brabant en manuscripten bevinden zich in de Koninklijke Bibliotheek van België, de Bibliothèque nationale de France en de British Library.
Verder schreef hij nog Berte aus grans piés, de geschiedenis van Bertrada van Laon, de moeder van Karel de Grote. Het werk is te situeren na 1273-1274 en bevat 3486 alexandrijnen. Manuscripten bevinden zich in de Koninklijke Bibliotheek van België, de Bibliothèque nationale de France en de bibliotheek van Rouen.
Het vierde werk dat hij schreef was Bueve de Commarchis, te situeren rond of vlak na 1271. Het is een chanson de geste over de avonturen van Aymeri de Narbonne, bestaande uit 3947 gegroepeerde verzen en 132 alexandrijnen. Enkel in de Bibliothèque de l'Arsenal, die deel uitmaakt van de Bibliothèque nationale de France is een mansucript aanwezig.

## Triolet
Adenet le Roi gebruikte als één der eersten een triolet, een achtregelig refreindicht dat behoort tot de rondeelfamilie. De oudste nog bekende trioletten zijn te lezen in de werken van Adenet.

## Uitgaven van de werken van Adenet le Roi
- Berte aus grans piés, door Paulin Paris, Parijs, 1832
- Cléomadès, door André Van Hasselt, Brussel, 1865-1866
- Bueves de Commarchis, door Auguste Scheler, Brussel, 1874
- Les enfances Ogier, door August Scheler, Brussel, 1874
- Berte aus grans piés, door August Scheler, Brussel, 1874
- Berte aus grans piés, door Urban Tigner Holmes, Jr., University of North Carolina, 1946
- Buevon de Conmarchis, door Albert Henry, Brugge, 1953
- Les enfances Ogier, door Albert Henry, Brugge, 1956
- Berte aus grans piés, door Albert Henry, Parijs/Brussel, 1963 en Genève, 1982
- Cleomadès, door Albert Henry, Brussel, 1971